# إزالة بلمرة حرارية
إزالة البلمرة الحرارية هي عملية إزالة بلمرة تستخدم التفكيك الحراري المائي لإرجاع المواد العضوية المركبة (عادةً نواتج مخلفات من أنواع مختلفة، غالبًا ما تكون كتلة حيوية وبلاستيك) إلى نفط خام خفيف. العملية تحاكي العمليات الجيولوجية الطبيعية التي يعتقد أنها تدخل في إنتاج أنواع الوقود الأحفوري. تتفكك المبلمرات ذات سلاسل التركيب الكيميائي الطويلة المكونة من الهيدروجين والأكسجين والكربون، تحت الضغط والحرارة، إلى هيدروكربونات بترولية ذات سلاسل تركيب كيميائي قصيرة بطول أعظمي يبلغ نحو 18 ذرة كربون.

## العمليات المشابهة
تشابه إزالة البلمرة الحرارية عمليات أخرى تستخدم الماء فائق التسخين كخطوة أساسية لإنتاج الوقود، كالإسالة الهيدروحرارية. تختلف هذه العمليات عن استخدام المواد الجافة لإزالة البلمرة، كالتفكيك الحراري. استُخدم مصطلح التحويل الكيميائي الحراري (الترموكيميائي) أيضًا لتحويل الكتلة الحيوية إلى زيوت، باستخدام الماء فائق التسخين، ولو أنه عادةً يستخدم للإشارة إلى إنتاج الوقود باستخدام التفكيك الحراري. من الاستخدامات التجارية الأخرى عملية «سلوري كارب» التي تجريها شركة إنترتك، والتي تستخدم تكنولوجيا مشابهة لنزع كربوكسيل النفايات الحيوية الصلبة الرطبة، التي يمكن بعدها نزع الماء منها واستخدامها كوقود صلب يدعى الوقود البيئي أو الوقود-إي. صُممت المحطة في مدينة ريالتو، ولاية كاليفورنيا، الولايات المتحدة الأمريكية، لمعالجة 683 طنًّا من النفايات في اليوم الواحد. ولكنها فشلت في تحقيق المعايير التصميمية وأغلقت. تأخرت منشأة ريالتو في تسديد الدفعات الخاصة بسنداتها المالية وتجري الآن عملية تسييلها. تستخدم عملية التحديث المائي الحراري ماءً فائق التسخين لإنتاج النفط من النفايات المحلية. يفترض أن تنطلق محطة تجريبية في هولندا يقال إنها تستطيع معالجة 64 طنًّا من الكتلة الحية (الجافة) في اليوم وتحولها إلى نفط. تختلف إزالة البلمرة الحرارية من حيث أنها تحتوي عملية مائية تتبعها عملية تصدع/تقطير لامائية.

## خلفية تاريخية
عملية إزالة البلمرة الحرارية تشابه العمليات الجيولوجية التي أنتجت الوقود الأحفوري المستخدم اليوم، إلا أن العملية التكنولوجية تحدث في إطار زمني يقاس بالساعات. حتى وقت قريب، لم تكن العمليات المصممة من البشر كفوءةً بما يكفي لتشكل مصدرًا عمليًّا للوقود؛ إذ كانت تتطلب مقاديرَ من الطاقة أكبر من تلك التي تنتجها.
أول عملية صناعية تنتج الغاز، والديزل، ومنتجات بتروكيميائية أخرى عن طريق التفكيك الحراري للكربون أو القار أو الكتلة الحية صممها فيشر-تروبش وحصل على براءة اختراعها. يناقش كل من برغستورم وسيدركويست في براءة الاختراع الأمريكية رقم 2,177,577 الصادرة عام 1939، طريقة للحصول على النفط من الخشب، وتجري بتسخين الخشب تحت ضغط في ماء يحتوي كميةً معتدًّا بها من هيدروكسيد الكالسيوم المضاف إلى المزيج. في بداية سبعينيات القرن العشرين عمل هربرت ر. آبّيل وزملاؤه على طرق التفكيك الحراري المائي، كما يظهر في براءة الاختراع الأمريكية رقم 3,733,255 (الصادرة في عام 1973)، والتي تناقش إنتاج النفط من حمأة الصرف الصحي والنفايات المنزلية بتسخين المادة في ماء، تحت ضغط، وفي وجود أحادي أكسيد الكربون.
طُورت الطريقة التي اجتازت نقطة تساوي المصروف والناتج من قبل بول باسكيس عالم الأحياء الدقيقة من ولاية إلينوي في ثمانينيات القرن العشرين وحُسنت على امتداد السنوات الخمس عشرة التالية. طورت التقنية أخيرًا للاستخدام التجاري في عام 1996 من قبل شركة «تشينجينغ وورلد تكنولوجيز – تغيير تقنيات العالم». استخدم برايان س. آبّيل (المدير التنفيذي للشركة) التقنية في عام 2001 ووسعها وغيرها لما أصبح يعرف اليوم باسم عملية التحويل الحراري (تي سي بّي)، وتقدم للحصول على عدة براءات اختراع وحصل على العديد منها (كبراءة الاختراع المنشورة رقم 8,003,833 الصادرة في 23 أغسطس 2011). انتهى العمل على محطة تجريبية لإزالة البلمرة الحرارية في عام 1999 في فيلادلفيا من قبل شركة ثيرمال ديلويميرازيشن ذات المسؤولية المحدودة، وبنيت أول محطة تجارية كاملة في مدينة كارثج، ولاية ميزوري، الولايات المتحدة، على بعد نحو 100 ياردة (91 م) من مدجنة الديك الرومي الكبيرة التابعة لماركة بتربول من كوناغرا فودز، حيث يتوقع أن تعالج 200 طن من نفايات الديك الرومي إلى 500 برميل (79 م3) من النفط يوميًّا.

## مزاياها
يمكن للعملية تفكيك السموم العضوية، بسبب تحطيم الروابط الكيميائية وتدمير الشكل الجزيئي الذي يحتاجه السم لينشط. من المرجح أن تكون فعالة جدًّا في قتل مسببات الأمراض (الباثوجينات)، كالبريونات. يمكنها أيضًا إزالة المعادن الثقيلة بشكل آمن من العينات بتحويلها من أشكالها الشاردية (الأيونية) أو العضوية المعدنية إلى أكاسيدها المستقرة التي يمكن فصلها بأمان عن المنتجات الأخرى.
إلى جانب عمليات مشابهة، هي طريقة لإعادة تدوير المحتوى الطاقي للمواد العضوية دون إزالة الماء أولًا. يمكنها إنتاج وقود سائل، ينفصل عن الماء فيزيائيًّا دون حاجة إلى تجفيف. غالبًا ما تتطلب الطرق الأخرى لاستعادة الطاقة تجفيفًا مسبقًا (كالحرق والتفكيك الحراري) أو تطرح نواتج غازية (كالهضم اللاهوائي).